# Медеа
Медеа́ (итал. Medea) — коммуна в Италии, располагается в регионе Фриули-Венеция-Джулия, в провинции Гориция.
Население составляет 945 человек (2008 г.), плотность населения составляет 134 чел./км². Занимает площадь 7 км². Почтовый индекс — 34076. Телефонный код — 0481.
В коммуне 15 августа особо празднуется Успение Пресвятой Богородицы.

## Демография
Динамика населения:

## Администрация коммуны
- Официальный сайт: